# Giv'at Ze'ev
Giv'at Ze'ev (hebrejsky גִּבְעַת זְאֵב, doslova „Ze'evův vrch“, v oficiálním přepisu do angličtiny Giv'at Ze'ev) je izraelská osada a místní rada (malé město) na Západním břehu Jordánu v distriktu Judea a Samaří.

## Geografie
Nachází se zhruba 11 kilometrů severozápadně od historického jádra Jeruzaléma a cca 6 kilometrů od města Ramalláh, v nadmořské výšce 770 metrů. Severně od obce začíná vádí Nachal Modi'im.
Giv'at Ze'ev je v urbanistickém slova smyslu součástí prstence vnějších židovských předměstí Jeruzaléma, třebaže není administrativní částí izraelské metropole. Nachází se u silnice 443 z Jeruzaléma do Tel Avivu. Spojení s Jeruzalémem je zajištěno autobusovými linkami číslo 171, 271 a 371 a s Tel Avivem linkou číslo 471.

## Dějiny
Giv'at Ze'ev byl založen roku 1983, podle jiného zdroje roku 1982 a pojmenován po Ze'evu Vladimiru Žabotinském, vůdci židovského revizionistického hnutí. Status místní rady získal v roce 1984. Je centrem karlinsko-stolinských chasidů a jedním z nejvýznamnějších obyvatel obce je stolinský rabi Baruch Ja'akov Meir Šochet. Spadá do výběžku izraelských osad (Giv'at Ze'ev, Giv'on ha-Chadaša a Bejt Choron), který byl počátkem 21. století oddělen od okolní arabské populace bezpečnostní bariérou.

## Demografie
Podle údajů z roku 2009 tvořili naprostou většinu obyvatel Židé – cca 10 600 osob (včetně statistické kategorie "ostatní", která zahrnuje nearabské obyvatele židovského původu ale bez formální příslušnosti k židovskému náboženství, cca 10 800 osob). Obyvatelstvo obce je složeno cca z 35 % z nábožensky orientovaných Izraelců, zbytek jsou sekulární Izraelci.
Jde o středně velkou obec městského typu s dlouhodobě rostoucí populací. K 31. prosinci 2017 zde žilo 17 300 lidí. Populační růst byl zejména silný od konce 80. do konce 90. let 20. století. V roce 1999 začala výstavba bytů ve čtvrti Agan ha-Ajalot (západně od stávajícího zastavěného území obce), kdy zde bylo postaveno 200 bytových jednotek. O dva roky později však byla stavební aktivita v Giv'at Ze'ev, kvůli vypuknutí druhé intifády, přerušena. Důsledkem byla populační stagnace, kdy v letech 2000–2007 počet obyvatel kolísal okolo 10 a půl tisíce. Teprve pak došlo k obnovení růstu obce. Původním plánem byla výstavba nových 500 bytů. Tento plán však byl revidován a 9. března 2008 byla izraelským premiérem Ehudem Olmertem schválena výstavba 750 nových bytů (tzn. doplnění o dalších 250 bytových jednotek).
| Rok            | 1980 | 1981 | 1982 | 1983 | 1984  | 1985  | 1986  | 1987  | 1988  | 1989  | 1990  |
| -------------- | ---- | ---- | ---- | ---- | ----- | ----- | ----- | ----- | ----- | ----- | ----- |
| Počet obyvatel | 300  | 480  | 450  | 500  | 1 440 | 2 250 | 2 950 | 3 400 | 3 760 | 4 250 | 4 780 |

| Rok            | 1991  | 1992  | 1993  | 1994  | 1995  | 1996  | 1997  | 1998  | 1999   | 2000   |
| -------------- | ----- | ----- | ----- | ----- | ----- | ----- | ----- | ----- | ------ | ------ |
| Počet obyvatel | 5 580 | 6 080 | 6 380 | 6 750 | 7 120 | 7 830 | 8 950 | 9 720 | 10 000 | 10 300 |

| Rok            | 1990  | 1993  | 1994  | 1995  | 1996  | 1997  | 1998  | 1999   | 2000   |
| -------------- | ----- | ----- | ----- | ----- | ----- | ----- | ----- | ------ | ------ |
| Počet obyvatel | 4 800 | 6 400 | 6 700 | 7 100 | 7 800 | 8 900 | 9 700 | 10 000 | 10 300 |

| Rok            | 2001   | 2002   | 2003   | 2004   | 2005   | 2006   | 2007   | 2008   | 2009   | 2010   | 2011   | 2012   | 2013   | 2014   | 2015   | 2016   | 2017   |
| -------------- | ------ | ------ | ------ | ------ | ------ | ------ | ------ | ------ | ------ | ------ | ------ | ------ | ------ | ------ | ------ | ------ | ------ |
| Počet obyvatel | 10 500 | 10 600 | 10 800 | 10 600 | 10 700 | 10 800 | 10 900 | 11 063 | 10 779 | 11 800 | 12 600 | 13 500 | 14 300 | 15 100 | 16 100 | 16 900 | 17 300 |